# رودیکا اوژوگ-براشووانو
رودیکا اوژوگ-براشووانو (رومانیایی: Rodica Ojog-Brașoveanu؛ ۲۸ اوت ۱۹۳۹ – ۲ سپتامبر ۲۰۰۲) نویسنده و فیلم‌نامه‌نویس اهل رومانی بود. وی بین سال‌های ۱۹۶۹ تا ۲۰۰۲ میلادی فعالیت می‌کرد.
از فیلم‌هایی که وی در آن‌ها نقش داشته‌است، می‌توان به حق‌السکوت اشاره نمود.